# Mariáš
Marias ou Mariasch é um jogo de vazas solo para três jogadores da família Marriage Rei-Dama dentro do tipo Ás-Dez (cartas maiores na classificação), mas com um sistema de pontuação simplificada. É um dos jogos de cartas mais populares na República Tcheca e na Eslováquia, mas também é disputado na Baviera, na Alemanha, e na Áustria. O jogo de cartas nacional húngaro Ulti é descendente do Mariáš.

## Variantes da antiga Tchecoslováquia
- Lízaný mariáš (Marriage comprado) - jogo de vazas e compra, 2 jogadores, muito parecido com o antigo jogo de cartas alemão Mariage e o polonês Tysiąc (1000)

- Volený mariáš (Marriage) - 3 jogadores, sem compra, o primeiro jogador escolhe o naipe de trunfo, os outros jogadores defendem juntos em parceria

- Křížový mariáš (Cross Marriage) - 4 jogadores, 8 vazas, o primeiro jogador escolhe o naipe de trunfo e chama (escolhe) uma carta de trunfo para ser seu parceiro, os outros dois são defensores)
- Licitovaný mariáš (Mariáš de Leilão) - 3 jogadores, 10 vazas com fase de leilão como no Bridge, o jogador mais forte escolhe o contrato, os outros 2 jogadores tornam-se os defensores

- Hvězdicový mariáš (Star Marriage) - 5 jogadores, 6 vazas, fase de leilão e o declarante chama o trunfo, os outros 3 jogadores tornam-se os defensores

## Regras básicas
- apenas 32 cartas: A, 10, K, Q, J, 9, 8, 7 em quatro naipes (a carta 10 é maior do que o Rei, exceto nos contratos Betl (Nulo) e Durch (Capote) ficando A, K, Q, J, 10, 9, 8, 7)
- seguir o naipe da vaza (como no Bridge)
- necessidade de jogar uma carta mais alta (substituir) para matar (pegar) o truque (diferente do Bridge)
- se incapaz de seguir o naipe, é obrigado a trunfar (diferente do Bridge)
- se não conseguir vencer a vaza, pode jogar uma carta de valor menor

## Sem embaralhar
O vencedor de uma vaza coloca as cartas jogadas na sua pilha de cartas ganhas na mesa (e começa uma nova vaza). Em alguns jogos se jogam apenas algumas vazas porque o declarante desiste ou mostra uma mão vencedora. A pontuação é calculada somando as cartas com pontos em todas as pilhas, mas essas cartas devem permanecem na ordem jogada. A sequência de cartas jogadas nas vazas deve ser conservada. O carteador reúne todas as suas pilhas sem embaralhar e oferece a oportunidade do outro jogador cortar o maço antes de uma nova distribuição de cartas. Os jogadores podem usar as informações destas cartas "ordenadas" da distribuição anterior, se as cartas foram mostradas. Esse aspecto impulsiona os cálculos nas próximas distribuições, algumas mãos parecem fortes o suficiente, mas a realidade é diferente devido à distribuição diferente de honras ou naipes que podem estar em grande ou pequena quantidade nas mãos dos outros jogadores.

## Corte
O corte é necessário (note que cortar apenas uma carta, ou todas exceto uma carta, é proibido) e uma poderosa sutileza, pois as cartas fortes podem ser enviadas para a mão dele na próxima rodada. O carteador tem algumas possibilidades de prevenir, ele pode recolher todas as pilhas da maneira certa antes do outro cortar. A distribuição é ordenada por esquema, depois corte ... aleatoriamente).

## Distribuição da Cartas
- 7-5-5-5-5-5 em Volený mariáš (o primeiro jogador escolhe o naipe de trunfo quando ele tem 7 cartas em mãos, após a escolha ele pega a segunda parte - outras 5 cartas, depois escolhe e coloca 2 cartas para deixar de lado)

- 4-4-4-4-4-4-4-4 em Křížový mariáš (o primeiro jogador escolhe o trunfo quando tiver 4 cartas em mãos)

- 5-5-5-2-5-5-5 em Licitovaný mariáš (o ganhandor do leilão pode pegar as 2 cartas deixadas na mesa (viúva) e colocar outras 2 cartas e então ele declara as especificidades do seu contrato).

## Pontuação
- Ás = 10 pontos, 10 = 10 pontos, última vaza (ultimo) = 10 pontos (totalizando 90 pontos)
- Casamento (Marriage) (K + Q do mesmo naipe na mão de um jogador) se for do naipe de trunfo são 40 pontos, outros naipes 20 pontos (100 pontos de bônus, pontuação máxima de 190)
- empate (a mesma pontuação) não é possível

## Contratos especiais com bônus
- Betl (nulo, ganhar nenhuma vaza) ou Durch (capote, ganhar todas as vazas) são jogos especiais de vazas simples incorporadas (saindo do jogo de vazas com pontos, boa chance de ganhar contra cartas fortes)
- 7 - jogar o menor trunfo na última vaza (precisa ganhar essa)
- 100 - marcar 100 pontos ou mais (90 pontos perde o jogo, são necessários 60 + 40 com casamento de trunfo ou 80 + 20 com casamento sem trunfo, cada vaza extra ganha adiciona bônus)
- 2x7 - precisa ganhar com um 7 de naipe que não é trunfo na penúltima vaza, depois trunfar com 7 na última vaza (requisito: dois naipes grandes na mão)

O "Flek!" (resposta dos defensores após o contrato ser declarado) dobra a aposta. Os declarantes podem responder com "Re", etc. Se Copas for escolhido como naipe de trunfo - dobra as pontuações também.